# LVR-Freilichtmuseum Lindlar

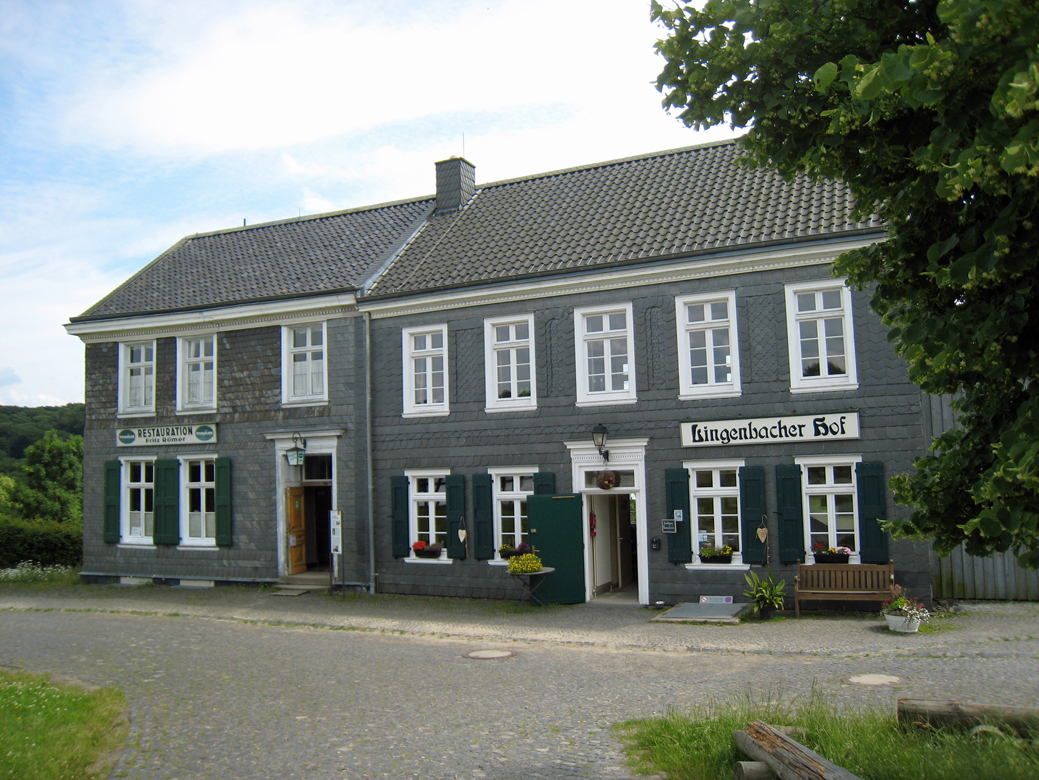
Historisch gebouw 'Restauration Fritz Römer' (links) en museumhoreca "Naumanns im Lingenbacher Hof", in juli 2013

Het LVR-openluchtmuseum in Lindlar bij Lindlar (LVR-Freilichtmuseum Lindlar) is een van de twee openluchtmusea van de Landschaftsverband Rheinland, een openbaar lichaam in Noordrijn-Westfalen (Duitsland). Het bestaat sinds 1998.
Op een gebied van ongeveer 30 hectare wordt het dagelijkse landelijke leven in van de regio (Bergisches Land) van de afgelopen eeuwen getoond. Te zien zijn historische gebouwen uit de regio die naar het park werden verplaatst. In 2012 waren het 20 in vier groepen ('dorpen').
Op het museumterrein wordt een groter aantal regionale en bedreigde veehouderijrassen gehouden. Naast de werkpaarden van het Rijn-Duitse trekpaardtype kunnen ook de Rode Höhenvieh, Bentheimer Landschwein, Witte Duitse Edelgeit, Diepholzgans, Bergse kraaiers en vele andere dieren worden bekeken.
Schoolklassen, gezinnen, wandelaars en andere groepen kunnen overnachten in het 'Museum Hostel in Gut Dahl'. Het gebouw heeft 40 bedden in gedeelde kamers, een lounge en een kleine keuken. Alle gasten die in het museumhostel verblijven, moeten een museumeducatief evenement, een ecologisch seminarie of een museumtour boeken.